# 倉金章介

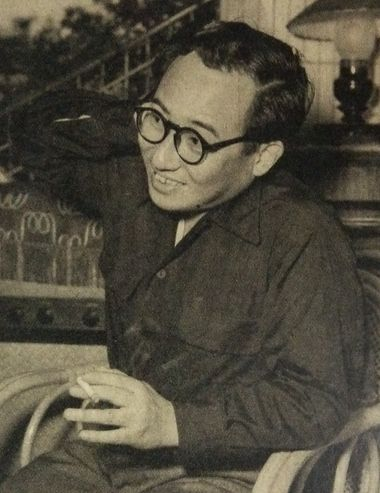
1953年

倉金 章介（くらかね しょうすけ、本名：倉金 虎雄〈くらかね とらお〉、1914年2月13日 - 1973年8月25日）は、日本の漫画家、出版美術家連盟会員。『あんみつ姫』の作者として知られる。
倉金 とらを、倉金 良行（くらかね よしゆき）の筆名で活動していたこともある。

## 経歴
1914年（大正3年）2月13日、山梨県甲府市で料理屋の四男として生まれる。
甲府市立甲府商業学校（現在の甲府市立甲府商業高等学校）に在学中から、『少年倶楽部』や『少女倶楽部』などの雑誌に作品を投稿。
卒業後、料理屋の仕事を継ぐのがどうしても嫌だった倉金は、家族に告げずに、雑誌に掲載された作品や写真、履歴書を同封した弟子志望の手紙を尊敬する田河水泡に送る。上京するように書かれた返事をもらい、母たちの許しを得た倉金は、1932年（昭和7年）に姉に連れられて上京。田河に素質を認められて内弟子となる。
1934年（昭和9年）に独立。1935年（昭和10年）、倉金良行の名で『少女倶楽部』10月号にて『どりちゃんバンザイ』の連載でデビューする。
1941年（昭和16年）10月に応召。自ら志願し、従軍記者として仏印のサイゴン（現在のホーチミン市）へ出発。日本陸軍の占領下に置かれたシンガポールで、現地民宣撫のための新聞編集の仕事を行う。
1946年（昭和21年）5月に復員。その後、絵本の挿絵から仕事を再開する。1948年（昭和23年）に結婚。1949年（昭和24年）2月に長男が誕生。同じ年、光文社の月刊雑誌『少女』5月号から『あんみつ姫』の連載を開始。大ヒットし、一躍人気作家となる。また、9月号からは、筆名を章介と改める。
1953年（昭和28年）凡人社（現在のマガジンハウス）の月刊雑誌『平凡』で『てんてん娘』の連載を開始。同じ年に第二回小学館児童文化賞（絵画奨励賞）を受賞。『あんみつ姫』や『てんてん娘』の連載後も一貫して「少女時代ギャグ」漫画を発表し続けた。
1973年（昭和48年）8月25日、心臓発作により死去。59歳没。

## 人物
- 5、6歳の頃は、外で遊ぶのが嫌いで、家の中にばかりいた[6]。
- 小学校では、一年生の時に学芸会で自由画を描かされたり、授業中にはノートに絵ばかり描いていた[6]。
- 漫画の投稿をしていた学生時代、よく勉強したため、たちまち近眼になってしまった[6]。
- 学生の頃に野球が大好きになり、野球部の遠征には弁当を持って必ず応援に出かけていた。ただし、野球は見るだけであり、体操も苦手だった。逆上がりがどうしてもできず、放課後も猛練習をした[6]。
- 田河水泡の内弟子時代には、家の掃除、雑巾がけ、買物、食器洗いなどの家事を受け持っていたが、田河の妻である高見澤潤子よりもそれらが上手かった[9]。独立後もたびたび田河夫妻の家へ行き、戦後も交際を続けていた[26]。
- 同時期に田河に入門した杉浦茂は、顔を合わせるたびに「杉浦さん、やりましょう、やりましょう！」と言ってくる倉金の熱意に押されっぱなしだったと語っている[27]。また、二年後に同門になった長谷川町子とは、いつも漫画についての議論や批評をし合い、「ぼくたち（杉浦も含む）で新しい漫画を創りましょう」、「楽しい漫画を描きましょうね」と言っていたという[28]。
- 杉浦によると、酒を全く呑まなかった[29]。仲が良かった漫画家の石田英助によると、酒が飲めず甘党であり、旅行で宿のごはんを食べていても名物料理を食べさせる店に行きたがる「胃がいい人」で、実家が料理屋であったことから料理に詳しかった[4]。
- 戦前の独身時代、華やかな雰囲気が好きで、仕事の余暇には映画、歌舞伎、新派、新国劇から宝塚まで毎日かけまわっていた[20]。なかでも宝塚少女歌劇が大好きで、日比谷宝塚劇場の東京公演の際には、一人で同じ出し物を二度も見に行くような宝塚ファンだった[25][29]。豪華な衣装を次々に取り替え出てくるさまは、後に描かれる『あんみつ姫』にも影響を与えた[30]。
- 甲府商業の同級生で漫画家志望の小沢よね吉が上京してきた際、住む部屋を探し、出版社に小沢を紹介した。また、1941年の8月、小沢が事故死した際には、事故の後始末から火葬場の手配、家族や友人への連絡を倉金が全て一人で行った[29]。
- クリスチャンである長谷川町子の姉（毬子）と大恋愛をしたが、倉金が仏教徒であったため失恋し、その後外地に従軍記者として出ていったという話が、杉浦茂から弟子の斉藤あきらに伝えられている[31]。
- 子供好きな性格だった[32]。内弟子時代、高見澤家の親戚が地方から子供を連れて泊りに来たことがあり、子供が泣き出したりすると、あやしたり、おんぶをして外へ出かけるなどして面倒を見た[33]。また、シンガポールで陸軍の宣伝班員として活動していた頃には、路上で遊んでいる現地の子供の天真爛漫なさまを見て喜んでいたが、言語の違いからコミュニケーションを取ることができず、この問題を解決したかった倉金は、日本語を普及させるべく、『日本語図説』の執筆に力を注いだ[32]。
- 復員後の1946年6月、神田の車道を杉浦と歩いていた時、話に夢中で米軍のジープが猛スピードで向かって来ることに気づかない杉浦を、もの凄い力で歩道へ引き入れ、命を救ったことがある[16]。
- 倉金は、『あんみつ姫』の連載開始について、「敗戦後の、みじめなギスギスした、ざらざらした昨日今日がたまらなくいやで、そんな生活しか知らない子ども達に、日本にはこんな良い時代もあったんだぞと叫びたいような気持ちで『あんみつ姫』を画きはじめました。」と述べている[20]。また、「夢、甘さ、家庭的な品のよさ、この三拍子そろった家庭マンガが切実に描きたかった」とも語っている[30]。『少女』で編集を担当した岡田光が連載開始前に倉金を訪ねた際には、復員からかなり経っていたが、倉金は兵隊服にズック靴という服装だったという[34]。
- 『あんみつ姫』の連載中、幼い読者から、新年号から12月号までにあんみつ姫が着ていた着物の模様が克明に描かれたクレヨン画のはがきをもらい、心くじけるたびにこのはがきから激励を与えられたという[35]。また、「きれいな御殿に住み、きれいな着物をきて、あんみつさんがにくらしい」と書かれた嫉妬の手紙や、宛名に「東京都世田谷区あんみつ姫さま」と書かれた手紙をもらったことを後年まで記憶していた[8][20]。倉金夫人の話では、光文社の編集部員から「クラスでも勉強のよくできる男の子は『あんみつ姫』のファンだ」という話を聞き、大変喜んでいたという[19]。『あんみつ姫』のヒットで多忙を極めた倉金は、深夜に庭を歩き回って徹夜で構想を練り、白い壁を見れば原稿を連想して動悸がするほどだった。家族には、「漫画家は、作詞も作曲も両方するから大変なんだ」と語っていた[4]。
- 『少女』の編集長だった黒崎勇によると、倉金は神経性の心臓病で、書き直しを求められると、それが出て休載したという[36]。
- まだあまり有名でなかった頃の渥美清が好きだった倉金は、1958年からラジオ東京テレビで放送されていた連続テレビドラマ『あんみつ姫』の「奴・せんべい」役を、ディレクターに頼み込んで渥美に演じさせている[20]（渥美の出演は1960年[37]）。

## 作品
代表作としては、『どりちゃんバンザイ』、『おさる太閤記』、『おさる三銃士』、『あんみつ姫』、『豆姫さま』、『てんてん娘』がある。このうち『あんみつ姫』と『てんてん娘』は、数度にわたり映画化やテレビドラマ化がされた。ここでは、主に雑誌連載作品と描き下ろし単行本作品を取りあげる。
- どりちゃんバンザイ（1935年 - 1939年、少女倶楽部、大日本雄弁会講談社）[38]※同年に倉金が手がけた「どりこの」の広告漫画『どり子ちゃんのピクニック』のキャラクターを用いた連載デビュー作[4][注 6]。
- アキレカヘルの助1 ふるさとの巻（1936年、主婦之友社）[40]
- アキレカヘルの助2 珍道中の巻（1936年、主婦之友社）[40]
- アキレカヘルの助3 大手柄の巻（1936年、主婦之友社）[40]
- ゴロリゴロベエ（1937年、主婦之友社）※「1」と「2」の二冊が発行された[40]。
- オサルサル吉太閤記（1937年、新少年、博文堂）
- ムカシバナシ（1940年、小学館）
- 昭南日報叢書 日本語図説（1942年、昭南日報社）[41][42]※シンガポールで発行された中国語新聞『昭南日報』に連載された絵と字の日本語絵解き[43]。
- 野球まんが 森のホームラン王（1947年、東京書房）
- みみずく太郎（1947年、明々社）文:巖谷小波
- みみずく太郎 ふしぎなたま（1947年、明々社）文:巌谷小波
- まんが 白雪姫（1947年、ひばり書房）
- オ伽ノ国メグリ（1947年、新文化社）
- チーちゃん.ミーちゃん ふしぎな国めぐり（1947年、小学二年生、小学館）
- おもしろブック ふくろうのそめものやさん（1947年、集英社）※短編集[44]。
- ふしぎなつぼ（1948年、集英社）
- まんが ピノチオの新冒険（1948年、新生閣）
- おさる太閤記（1948年、東京漫画出版社）
- おさる太閤記 獅子奮迅の巻（1948年、東京漫画出版社）
- 良い子クラブ（1948年、良い子の友、小学館）
- かくれみの（1948年、探偵少年、Gメン社 - ロマンス社）
- どりちゃん豆探偵（1949年、世界社）
- かくれみの どろん消太郎（1949、東京漫画出版社）（1955年、三年ブック、学習研究社）
- おさる三銃士（1949年 - 1950年、銀の鈴、広島図書）（1951年 - 1952年、少年クラブ、大日本雄弁会講談社）（1954年 - 1956年、幼年クラブ、大日本雄弁会講談社）
- あんみつ姫（1949年 - 1955年[注 7]、少女、光文社） （1956年 - 1957年、りぼん、集英社）[22]
- ベンチくん（1950年 - 1952年、少年、光文社）
- ブウ･ワン･ニャン物語（1950年 - 1951年、銀の鈴、広島図書）
- 向う一軒両隣り（1950年、面白倶楽部、光文社）
- 白雪姫（1950年、少女サロン、偕成社）
- ピカドン娘（1950年 - 1952年、少女サロン、偕成社）（1953年、中村書店）
- 立志漫画 お猿太閤記（1951年 - 1954年、おもしろブック、集英社）
- ゲラ.シク.プン三人組（トリオ）（1951年 - 1952年、少女クラブ、大日本雄弁会講談社）
- びっくりのくに（1952年、大日本雄弁会講談社）絵:石田英助
- 水戸黄門の孫 豆姫さま（1952年 - 1958年、主婦の友、主婦の友社）（1959年 - 1960年、中学時代二年生、旺文社）※月曜ドラマランド『豆姫さま漫遊紀』（1984年）の原作。
- あんこちゃん（1953年、こども家の光、家の光協会）
- 漫画放浪記 てんてん娘（1953年 - 1959年、平凡、凡人社 - 平凡出版）※テレビドラマ、映画の『てんてん娘』の原作[45]。
- まんが絵物語 もん子姫諸国漫遊記（1953年、少女ブック、集英社）文:宮崎博史
- えばなし きのこのぽっくりくん（1954年、一年ブック - 二年ブック、学習研究社）文:小中大助
- きゅうどん夢道中（1954年、少女クラブ、大日本雄弁会講談社）文:宮崎博史
- 三人姫（1954年、少女クラブ付録、大日本雄弁会講談社）
- テキサスヒットの助（1954年、少年、光文社）
- ゲラ.シク.プン物語（1954年、少女、光文社）
- 忍術小僧（1955年、少年、光文社）
- まんがえばなし ぽんぽこ花合戦（1955年、少女ブック、集英社）文:宮崎博史
- ピノキオ姫（1955年、少女クラブ、大日本雄弁会講談社）
- かしまし娘（1955年、キング、大日本雄弁会講談社）
- ぼくは若さま（1956年、ぼくら、大日本雄弁会講談社）
- ちゃこちゃん（1956年 - 1957年、たのしい一年生、大日本雄弁会講談社）
- しゅうちゃん（1956年 - 1959年、幼稚園くらぶ - たのしい幼稚園、大日本雄弁会講談社）※登場人物は倉金の家族がモデル[30]。
- しょうごちゃん（1956年、一年のくに、学習研究社）
- サンドイッチきょうだい（1957年、たのしい三年生、大日本雄弁会講談社）
- とらちゃん（1957年、幼年ブック、集英社）
- てんてんちゃん（1957年 - 1959年、たのしい三年生- たのしい四年生、大日本雄弁会講談社）
- まんじゅうくん しお豆くん（1957年 - 1959年、小学四年生、小学館）
- あんみつ姫もお年頃（1958年 - 1962年、明星、集英社）[22]※連続テレビドラマ『あんみつ姫』の原作[20]
- あんみつひめ（1958年、たのしい二年生、講談社）[22]（1959年 - 1960年、幼稚園、小学館）
- たぬきごてん ぽんぽこひめ（1958年 - 1959年、小学二年生、小学館）
- 電化娘（1958年、くらしの泉、松下電器産業）
- 彦左エ門の孫 ダイナマイト娘（1959年 - 1961年、主婦と生活、主婦と生活社）
- おピンクトリオ（1960年 - 1961年、平凡、平凡出版）
- 極楽御殿（1961年 - 1963年、中学時代一年生 - 中学時代二年生、旺文社）
- 紅やのお嬢（1962年、明星、集英社）
- がっちりゆこう 極楽三人組（トリオ）（1963年 - 1964年、中学時代二年生、旺文社）
- あんみつひめ（1963年、こばと幼稚園、集英社）※これ以前の『あんみつ姫』とはデザインが異なっている。
- チャコの腰元日記（1964年 - 1965年、中一時代、旺文社）
- 豆姫さま（1964年、少女フレンド、講談社）※『水戸黄門の孫 豆姫さま』とはデザインが異なっている。